# Юфин, Всеволод Александрович
Всеволод Александрович Юфин (15 ноября 1925, Москва — 29 июля 1987, Москва) — учёный в области трубопроводного транспорта нефти, нефтепродуктов и газа, педагог.

## Биография
Родился 15 ноября 1925 года в г. Москве.
- 1941 — окончил семь классов московской школы № 557; эвакуация в Башкирию.
- 1943—1945 — служба в Советской Армии; участие в боях на 4-м Украинском, 1-м Прибалтийском и Ленинградском фронтах.
- 1945 — награждён орденом Красной Звезды и медалью «За победу над Германией в Великой Отечественной войне 1941—1945 гг.»
- 1945—1948 — прохождение воинской службы в Военно-инженерной орденов Ленина и Суворова академии им. Ф. Э. Дзержинского.
- 1947 — сдача экзаменов (экстерном) за курс средней школы; поступление на заочное отделение МНИ.
- 1948 — демобилизация из Вооруженных Сил; перевод на очное обучение по кафедре транспорта и хранения нефти нефтемеханического факультета.
- 1952 — окончание института с отличием; поступление в очную аспирантуру МНИ.
- 1955—1956 — окончание учебы в аспирантуре; работа младшим научным сотрудником в институте ВНИИ НП.
- 1956 — защита диссертации «Исследование процесса смешения при последовательной перекачке нефтепродуктов по магистральным трубопроводам» на соискание ученой степени кандидата технических наук.
- 1956—1964 — старший научный сотрудник Научно-исследовательского института горюче-смазочных материалов Министерства обороны (НИИ ГСМ МО, затем — НИИ-25 МО).
- 1962—1984 — член редколлегии, главный редактор реферативного журнала «Трубопроводный транспорт».
- 1964 — переход в МИНХиГП на должность старшего научного сотрудника отраслевой научно-исследовательской лаборатории при кафедре транспорта и хранения нефти и газа.
- 1964—1970 — заведующий отраслевой научно-исследовательской лабораторией.
- 1966 — начало преподавательской деятельности; член редколлегии журнала «Транспорт и хранение нефтепродуктов и углеводородного сырья».
- 1967—1970 — декан газонефтепромыслового факультета МИНХиГП.
- 1970—1976 — доцент кафедры транспорта и хранения нефти и газа.
- 1970 — председатель секции транспорта и хранения нефти Научно-технического Совета Миннефтепрома СССР.
- 1973—1983 — член редколлегии журнала «Транспорт и хранение нефти и нефтепродуктов».
- 1974 — защита диссертации «Исследование работы магистральных продуктопроводов при последовательной перекачке нефтепродуктов» (научный консультант М. А. Гусейн-Заде) на соискание ученой степени доктора технических наук.
- 1975 — заведующий кафедрой транспорта и хранения нефти и газа.
- 1976 — утвержден Высшей Аттестационной Комиссией в ученом звании профессора; член Научного совета по проблемам нефти и газа Госкомитета СМ СССР по науке и технике; заместитель председателя Специализированного Совета по защите диссертаций.
- 1984 — декан факультета проектирования, сооружения и эксплуатации систем трубопроводного транспорта; председатель Совета факультета.
- 1985- присвоение звания «Почетный работник газовой промышленности».
- 1986 — присвоение звания «Заслуженный деятель науки и техники РСФСР».

Скоропостижно скончался 29 июля 1987 года в г. Москве. Похоронен на Ваганьковском кладбище г. Москвы.

## Научно-производственные и общественные достижения
- Звание «Почетный работник газовой промышленности» (1985).
- Звание «Заслуженный деятель науки и техники РСФСР» (1986).

## Ученые степени и звания
- доктор технических наук (1960).
- профессор (1961).

## Награды
Награждён орденом Красной Звезды и медалью «За победу над Германией в Великой Отечественной войне 1941—1945 гг.» (1945).